# Tim Samaras
Timothy M. Samaras (Estados Unidos, 12 de noviembre de 1957-El Reno, Oklahoma, Estados Unidos, 31 de mayo de 2013) fue un cazador de tormentas e ingeniero estadounidense más conocido por su investigación de campo sobre los tornados y el tiempo que estuvo en Discovery Channel como parte de Storm Chasers.
Samaras fue el fundador de un equipo de investigación de campo llamado Tactical Weather Instrumented Sampling in Tornadoes EXperiment (TWISTEX), que trató de comprender mejor los tornados. Su trabajo fue financiado en gran parte por la National Geographic, que le otorgó 18 becas para su trabajo de campo.
Samaras diseñó y construyó sus propios instrumentos meteorológico, conocidos como sondas y los desplegó en la trayectoria de los tornados violentos con el fin de obtener una perspectiva científica sobre el funcionamiento interno de un tornado. Con una de estas sondas, fue capaz de registrar la mayor caída de la presión atmosférica jamás registrada, de 100 hPa en menos de un minuto, cuando un tornado azotó una de sus sondas cerca de Mánchester, Dakota del Sur, el 24 de junio de 2003. La realización se muestra en el Guinness World Records como "la mayor caída de presión medida en un tornado". La medida también es la presión más baja, de 850 hPa, jamás registrada en la superficie de la Tierra cuando se ajustó para la altitud.
Samaras era un importante productor de la National Storm Chasers Convention que se mantenía cerca de Denver, Colorado, cada mes de febrero, a la que asistieron cientos de cazadores de todo el mundo. Es titular de una licencia Amateur de calidad superior de radioaficionado, la más alta clase de radioaficionado emitida en los Estados Unidos. Además, era un astrónomo aficionado ávido de intereses adicionales en electrónica e invenciones.

## Muerte
El 31 de mayo de 2013, Samaras, junto con su hijo Paul, de 24 años de edad, y Carl Young, un  miembro del equipo de TWISTEX, murieron a causa de un tornado cuña cerca de El Reno (Oklahoma). Es el primer caso conocido de un cazador de tormentas muerto por una de estas. Además de estos, otras siete personas murieron a causa de la tormenta.
El Centro de Predicción de Tormentas emitió una declaración diciendo que estaba muy triste por la muerte de Samaras. «Samaras fue investigador de tornados respetado y amigo [...] que trajo al campo una cartera única de experiencia en ingeniería, ciencias, escritura y videografía» decía el comunicado. El experto en graves fenómenos climatológicos Greg Forbes llamó a Samaras «un pionero en cuanto al tipo de investigación que estaba haciendo en tormentas severas y tornados». El meteorólogo Jim Cantore comentó «este es un día muy triste [refiriéndose al día de su fallecimiento] para la comunidad meteorológica y las familias de nuestros amigos perdidos. Tim Samaras fue un pionero y un gran hombre». National Geographic señaló que «Tim era un científico valiente y brillante que sin temor persiguió tornados y relámpagos en el campo, en un esfuerzo por comprender mejor estos fenómenos». En Facebook, el hermano de Samaras dijo que murió «haciendo lo que [él] amaba».